# Holland (film)
Pour les articles homonymes, voir Holland.
Pour plus de détails, voir Fiche technique et Distribution.
Holland est un film américain réalisé par Mimi Cave et sorti en 2025. Écrit par Andrew Sodroski, il met en vedette Nicole Kidman, Gael García Bernal, Matthew Macfadyen et Jude Hill.
Le film est présenté en avant-première au festival South by Southwest, avant sa diffusion sur Prime Video. Il reçoit des critiques mitigées dans la presse.

## Synopsis
Nancy “Nance” Vandergroot est une enseignante de Holland du Michigan. Elle soupçonne que son mari, Fred, mène une double vie. Mais les choses pourraient être pires qu'elle ne l'avait imaginé au départ.

## Fiche technique
Sauf indication contraire, les informations mentionnées dans cette section peuvent être confirmées par les bases de données cinématographiques IMDb et Allociné,  présentes dans la section « Liens externes ».
- Titre original : Holland
- Réalisation : Mimi Cave
- Scénario : Andrew Sodorski
- Musique : Alex Somers
- Décors : J. C. Molina
- Costumes : Susan Lyall
- Photographie : Pawel Pogorzelski
- Montage : Martin Pensa
- Production : Kate Churchill, Peter Dealbert, Nicole Kidman, Per Saari
- Sociétés de production : Amazon MGM Studios, Blossom Films, Big Indie Pictures et 42
- Société de distribution : Prime Video
- Budget : N/A
- Pays de production :  États-Unis
- Langue originale : anglais
- Format : couleur - 2.39:1
- Genre : thriller, film à énigme
- Durée : 108 minutes
- Dates de sortie[2] :
  - États-Unis : 9 mars 2025 (festival South by Southwest)
  - Monde : 27 mars 2025 (sur Prime Video)
- Classification[3] :
  - États-Unis : R

## Distribution
- Nicole Kidman (VF : Danièle Douet ; VQ : Anne Bédard) : Nancy Vandergroot
- Gael García Bernal (VF : Julien Allouf ; VQ : Maël Davan-Soulas) : Dave Delgado
- Matthew Macfadyen (VF : Constantin Pappas ; VQ : Claude Gagnon) : Fred Vandergroot
- Jude Hill (VF : Cécile Gatto ; VQ : Oscar Vaillancourt) : Harry Vandergroot
- Rachel Sennott (VF : Marion Aranda) : Candy Deboer
- Lennon Parham (VF : Marie Glorieux ; VQ : Marika Lhoumeau) : Gwen
- Isaac Krasner (VF : Nathan Mansuy) : Shawn Graumann
- Jeff Pope : Squiggs Graumann
- Jacob Moran : Matt, le file de Gwen
- Bill Russell : le professeur de néerlandais

 Source et légende : version française (VF) sur RS Doublage ; version québécoise (VQ) sur Doublage.qc.ca

## Production

### Genèse et développement
En 2013, Naomi Watts et Bryan Cranston sont annoncés dans les rôles principaux,. Errol Morris devait alors réaliser le film. John Lesher et Adam Kassan de Le Grisbi Productions sont annoncés comme producteurs, tandis que Sean Murphy est coproducteur. La production devait commencer en avril. Finalement, le film est abandonné en 2015. En 2016, Amazon Studios en obtient les droits du film en 2016. La production reprend à une toute nouvelle équipe en 2022. 
En juin 2022, Nicole Kidman est annoncée comme actrice principale. Elle participe également à la production le projet avec Per Saari pour Blossom Films et Peter Dealbert pour Pacific View Management & Productions. Mimi Cave est annoncée comme réalisatrice pour Amazon MGM Studios, d'après un scénario d'Andrew Sodroski qui avait fini en tête du sondage Blacklist 2013 des scénarios « les plus appréciés » mais pas encore filmés,. Il est ensuite précisé que Kate Churchill de Churchill Films, sera productrice du film, plutôt que productrice exécutive comme il avait été indiqué précédemment. 
Le titre initial était Holland, Michigan, mais il est ensuite changé en Holland à l'annonce de la sortie du film. Bien que le scénario ait été écrit à l'origine en 2013 et se déroule à l'époque actuelle, Mimi Cave a situé l'intrigue en 2000. Elle avait le sentiment que des thèmes comme le sentiment d’aliénation de Dave résonnaient plus fortement avec cette époque. De plus, la réalisatrice s'est personnellement connectée au début des années 2000, ayant quitté le Midwest vers 2002, ce qui a ajouté une dimension d'authenticité et d'identification à l'histoire.

### Attribution des rôles
Le 1er février 2023, il a été confirmé que Gael García Bernal rejoint le film, de même que Matthew Macfadyen le 6 février, l'enfant acteur Jude Hill par la suite, et Rachel Sennott, Lennon Parham, Isaac Krasner et Jeff Pope le 16 février 2023. 

### Tournage
En plus du tournage à Holland dans le Michigan, notamment aux Windmill Island Gardens, le tournage principal a également eu lieu à Clarksville dans le Tennessee,  Sennott devant se rendre du Tennessee à SXSW à Austin au Texas, pour les premières de ses sorties suivantes, en mars 2023. 
Le tournage a lieu du début mars au 7 mai 2023. 

## Sortie et accueil

### Dates de sortie
Holland est présenté en première au festival South by Southwest le 9 mars 2025,,. Le film est ensuite diffusé sur Prime Video le 27 mars 2025. 

### Critique
Sur l'agrégateur Rotten Tomatoes, 36% des 28 critiques sont positives, avec une évaluation moyenne de 5,3/10. Metacritic, qui utilise une moyenne pondérée, attribue au film un score de 45 sur 100, sur le base de 12 critiques, ce qui correspond à des opinions « moyennes ou mitigées»[réf. nécessaire].
Peter Debruge de Variety décrit Holland comme un film qui immerge les spectateurs principalement dans la perspective de son protagoniste, ce qui, bien que peu crédible, offre une expérience divertissante pour le public qui apprécie la tension de se demander si le personnage est instable ou la seule voix de la raison. Chase Hutchinson de The Wrap a loué la performance de Kidman soulignant qu'elle est l'une des interprètes les plus polyvalentes et audacieuses du cinéma moderne, souvent sous-estimée malgré son immense talent. 
Glenn Garner de Deadline Hollywood salue la performance de la distribution, notant que Kidman livre une performance vive et démente, évoquant le ton sombre et comique de Prête à tout de Gus Van Sant, avec un humour mordant et un mystère captivant dans un portrait qui, a-t-il dit, rappelle au public pourquoi elle est restée une force captivante dans le cinéma pendant des décennies. William Hosie du London Evening Standard a admiré la performance des acteurs, en particulier celle de Kidman, affirmant que ce rôle met non seulement en valeur la remarquable palette de Kidman, mais réaffirme également sa capacité à donner vie à des personnages uniques et convaincants, consolidant ainsi son statut d'une des actrices les plus polyvalentes de sa génération. 
Lovia Gyarkye du Hollywood Reporter écrit que le véritable point fort de Holland est le style distinctif de Cave, qui crée magistralement une vision troublante de l'inconfort de la banlieue. Dans un point de vue similaire, Adrian Horton du Guardian a déclaré que même si Holland excelle dans ses visuels saisissants et dans l'atmosphère étrange et troublante créée par Cave, il existe un décalage notable entre ces points forts et le récit du film, qui semble aussi fragile et insubstantiel que l'un des délicats chapeaux hollandais de Nancy. 